# Natalia Vía-Dufresne
Natalia Vía-Dufresne Pereña (ur. 10 czerwca 1973 w Barcelonie) – hiszpańska żeglarka.

## Życiorys
Zaczynała w klasie Europa zdobywając srebrny medal na Mistrzostwach Świata w 1995 roku. Później przeszła do klasy 470 i została brązową medalistką podczas Mistrzostw Świata w 2000 i 2001 roku. W 2003 roku wygrała w klasie Europa.
Zdobyła srebrny medal na igrzyskach olimpijskich klasie Europa w Barcelonie w 1992 i w klasie 470 w Atenach w 2004 roku płynąc z Sandrą Azón. W Sydney 2000 zajęła 6. miejsce, a w Pekinie w 2008 roku popłynęła z Laią Tutzó i była dziesiąta.
W 2017 roku wzięła udział w kampanii „L’Esport pel Sí” (Sport dla siebie). Sportowcy wystąpili w video przed referendum na rzecz niepodległości Katalonii, które odbyło się 1 października 2017 roku.